# Kostel svatého Jakuba Staršího (Stračov)
Kostel svatého Jakuba Staršího je farní kostel postavený v novorománském slohu na návsi v obci Stračov (okres Hradec Hrálové, Královéhradecký kraj). Kostel je dominantou obce a jeho osvětlená věž je viditelná z dalekého okolí.

## Historie
Kostel svatého Jakuba tak, jak ho známe dnes je již čtvrtým kostelem v obci.

### První kostel
Původní kostel byl postaven v románském slohu. První písemná zmínka o něm pochází z roku 1361. Kostel byl roku 1639 společně s farou vypálen během třicetileté války Švédy do základů.

### Druhý kostel
Druhý kostel nechal v roce 1667 postavit Václav Záruba. Kostel byl prostý, kamenný, krytý šindelem. Stál v severní části návsi, měl tři oltáře, tři vchody, osm oken a vysokou starou kamennou věž, na níž byly zavěšeny tři zvony. V roce 1830 vypukl ve Stračově požár, který vlivem silného povětří zasáhl část obce i s kostelem. Materiál, který z kostela zbyl, byl použit při stavbě nového kostela.

### Třetí kostel
Třetí kostel nechal v roce 1844 na vlastní náklady postavit hrabě František Arnošt Harrach. Stavbu prováděl stavitelský mistr z Hradce Králové Tomáš Stark. Kostel byl vystavěn v novogotickém slohu. Čelo kostela směřovalo k jihu, směrem k zámku, a když byly otevřené dveře, mohla hraběcí rodina vidět ze zámeckých oken přímo k oltáři. Kostel měl sedlovou střechu krytou břidlicí položenou na šindel. Byla v ní půdní okna – plechové vikýře. Chrámová loď měla 10 oken a v sakristii byla okna dvě a dveře. Vysoká štíhlá věž v průčelí kostela měla tři okna a vedlo na ni 72 kamenných a 38 dřevěných schodů. Kostel měl dva vchody, první byl zdoben dubovými dveřmi z jihu, druhý vchod byl z východní strany. Kamenné schody vedly k oběma z nich. Průběžně docházelo k úpravám stavby, roku 1879 byla věž kostela pokryta plechem, v roce 1886 byla postavena malá kostelní věž, do níž se roku 1887 zavěsil malý zvon. Přibyl i harrachovský zvon, který byl zavěšen k velkému zvonu na hlavní věž. V roce 1891 byly na věž umístěny věžní hodiny. V roce 1891 se začal kostel kvůli špatným základům bortit. S bouráním stavby se začalo v roce 1903.

### Čtvrtý kostel
Kostel sv. Jakuba se začal stavět zároveň s bouráním starého kostela. Kostel byl posunut o 15 metrů blíže zámku. V druhé polovině roku 1903 byly vyhloubeny základy pro nový kostel. Slavnostní posvěcení základního kamene bylo 10. července 1904. Stavba byla vedena podle stavebního plánu Václava Dyka, stavbu prováděl František Zvěřina a stavebním vedením byl pověřen Václav Mika. Stavba skončila v listopadu roku 1905, poslední stavební prací bylo upevnění kovového kříže na vrchol věže. Po dokončení stavebních prací byl do kostela přenesen kostelní inventář ze starého kostela. Nejdříve byly umístěny oltáře, poté lavice, zpovědnice, kazatelna a obrazy. Po menších opravách byla do nového kostela umístěna starobylá kamenná křtitelnice. Využity byly i kvalitní varhany od Františka Harracha, které kostelu slouží už 150 let.

## Popis kostela

### Exteriér

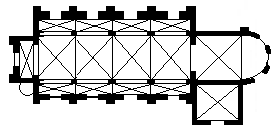
Půdorys

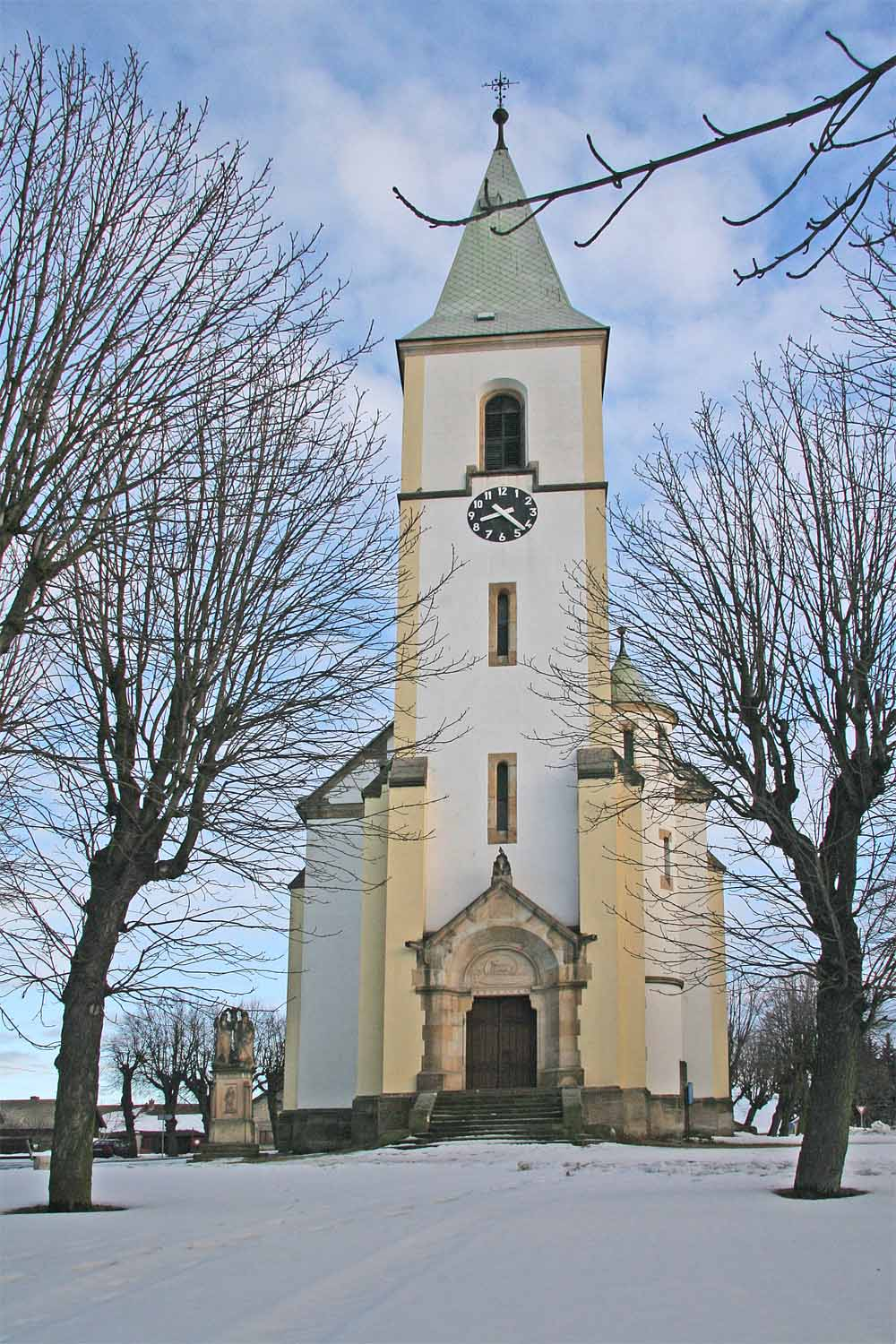
Průčelí

Stavba je vybudována v novorománském slohu pravděpodobně proto, že i první kostel ve Stračově byl románský. Chrám je podélného typu a je tvořen hlavní příčnou lodí a apsidou. Stavba je neobyčejně působivá svou jednoduchostí a vyvážeností proporcí. Stavba má typicky románské znaky: silné zdi, malá okna, dveře zakončeny půlkruhovým obloukem, sdružená okna, románský ústupkový portál s reliéfně zdobeným tympanonem a lizény dělící fasádu. Využita je křížová klenba, která umožnila odlehčení zdí a možnost stavět do výšek. Rozloha kostela je 512 m², jeho podlaha je krytá dlaždicemi a je oproti terénu vyvýšená na horní okraj podezdívky z opracovaných pískovcových kamenných bloků. Vlivem svazčitého terénu je horní okraj podezdívky na severu u sakristie a kněžiště 50 cm nad terénem. Na opačné, jižní straně u hlavního vchodu kostela je horní okraj podezdívky 2,5 metru nad okolním terénem. Stavba je z větší části z cihel, doplněna ozdobnými prvky z kamene. Z kamene je podezdívka a lemování okolo dveří a oken.
Kostel je jednolodní a má obdélníkový půdorys s chrámovou (hlavní) lodí se sedlovou střechou. Boční zdi kostela jsou na každé straně ztuženy pěti hranolovými opěrnými pilíři nahoře šikmo zakončenými pískovcovými deskami. Na severní straně chrámové lodi je kněžiště ve tvaru půlkruhu. Na bočních zdech presbyteria je vždy jen jedno okno. Na každé straně chrámové lodi jsou čtyři velká románská okna zakončená půlkruhem, okno umístěno vždy mezi opěrné pilíře. V přízemí jižní části lodi je na každé straně jedno malé okno.
K východní zdi kněžiště je přistavěna sakristie, z které se vchází přímo do kněžiště. Na východní straně má kostel malá obdélníková okna kladena těsně vedle sebe. Na severní straně je kameny lemovaný vchod, ke kterému vedou tři velké kamenné schody.
Jižní průčelí kostela tvoří 42 metrů vysoká hranolová věž, která je zakončená 18 metrů vysokou střechou ve tvaru jehlanu. Oba přední rohy věže mají dva opěrné pilíře. Věž má celkově sedm oken. Na každé straně věže je jedno velké okno (tzn. čtyři okna), na jižní straně věže jsou dvě vysoká úzká okna a na západní straně v přízemí je jedno malé okno. Věžní hodiny se nachází pod velkými okny.
Kostel tvoří čtyři vchody. Hlavní vchod je románský ústupkový kamenný portál s reliéfně zdobeným tympanonem. Nachází se v průčelí kostela (jižní strana) a vede k němu 12 kamenných schodů. Vcházející lidé procházejí přízemím věže do chrámové lodi. Dalším vchodem je vchod postranní, je z východní strany kostela a vede k němu 8 kamenných schodů. Tímto vchodem se vchází přímo do chrámové lodi. Třetím vchodem (ze severu) se vchází do sakristie. Poslední, čtvrtý vchod se nachází na východní straně a vede do malé kruhovité věže. V této malé věži se nachází schodiště, které vede na hlavní věž a chór.
Sedlová střecha kostela byla původně pokryta břidlicí. V roce 1983 byla břidlice nahrazena krytinou z plechových desek. Při této opravě byly odstraněny dřevěné mansardové věžičky s osmi okny (čtyři na věži a čtyři nad chrámovou lodí).

### Interiér
Za hlavními dveřmi se nachází prostor věže, v něm je napravo ve zdi základní kámen s letopočtem 1904 (začátek stavby kostela). Vlevo je do zdi zasazena deska pohřbeného majitele Stračova Prokopa Kerna. V jižní části chrámové lodi je umístěn chór v prvním patře, kam se vchází z východní strany dveřmi zvenčí po dvou schodech a točitým schodištěm, které je umístěno v úzké kruhové věžičce. Ta je kryta nízkou kuželovitou stříškou, má šest úzkých oken a je přistavěna do rohu tvořícího jižní zeď chrámové lodi a východní zeď hlavní chrámové věže. Točité schodiště vede nejen na chór ale i ke zvonu v hlavní věži. Zvonice má na každou světovou stranu jedno okno. Do dalšího, vyššího prostoru věže nad zvonicí vedou úzké dřevěné žebříkovité schody a do jehlancovité špice věže už jen dřevěné tyčové stoupačky vsazené do centrálního trámu. Na věž k hodinám vede 63 kamenných a 26 dřevěných schodů.